# ثين
ثين أو تانة هي مدينة، في الهند، تقع في منطقة ثين ، وهي عاصمتها، بلغ عدد سكانها 1,261,517 نسمة وذلك حسب إحصائيات سنة 2000، تبلغ مساحتها 147 كيلومتر مربع، رمزها البريدي هو 401107.

## المناخ
يظهر الجدول التالي التغييرات المناخية على مدار السنة لثين:
| البيانات المناخية لـثين           | البيانات المناخية لـثين | البيانات المناخية لـثين | البيانات المناخية لـثين | البيانات المناخية لـثين | البيانات المناخية لـثين | البيانات المناخية لـثين | البيانات المناخية لـثين | البيانات المناخية لـثين | البيانات المناخية لـثين | البيانات المناخية لـثين | البيانات المناخية لـثين | البيانات المناخية لـثين | البيانات المناخية لـثين |
| الشهر                             | يناير                   | فبراير                  | مارس                    | أبريل                   | مايو                    | يونيو                   | يوليو                   | أغسطس                   | سبتمبر                  | أكتوبر                  | نوفمبر                  | ديسمبر                  | المعدل السنوي           |
| --------------------------------- | ----------------------- | ----------------------- | ----------------------- | ----------------------- | ----------------------- | ----------------------- | ----------------------- | ----------------------- | ----------------------- | ----------------------- | ----------------------- | ----------------------- | ----------------------- |
| متوسط درجة الحرارة الكبرى °م (°ف) | 29.5 (85.1)             | 31.3 (88.3)             | 32.7 (90.9)             | 33.1 (91.6)             | 33.3 (91.9)             | 31.9 (89.4)             | 29.8 (85.6)             | 29.3 (84.7)             | 30.1 (86.2)             | 32.9 (91.2)             | 33.4 (92.1)             | 31.0 (87.8)             | 31.7 (89.1)             |
| متوسط درجة الحرارة الصغرى °م (°ف) | 15.4 (59.7)             | 17.3 (63.1)             | 20.6 (69.1)             | 23.7 (74.7)             | 26.1 (79.0)             | 25.8 (78.4)             | 24.8 (76.6)             | 24.5 (76.1)             | 24.0 (75.2)             | 23.1 (73.6)             | 20.5 (68.9)             | 18.2 (64.8)             | 22.1 (71.8)             |
| الهطول مم (إنش)                   | 3.1 (0.12)              | 1.0 (0.04)              | 1.5 (0.06)              | 2.3 (0.09)              | 25.1 (0.99)             | 541.3 (21.31)           | 922.0 (36.30)           | 539.7 (21.25)           | 326.9 (12.87)           | 93.2 (3.67)             | 19.1 (0.75)             | 2.3 (0.09)              | 2٬477٫5 (97.54)         |
| المصدر: Government of Maharashtra |                         |                         |                         |                         |                         |                         |                         |                         |                         |                         |                         |                         |                         |

## أعلام
- رحمن عباس
- ماليكا أرورا